# Gimnastică ritmică la Jocurile Olimpice de vară din 2024 - Echipe compus feminin
Proba feminină de gimnastică ritmică echipe compus de la Jocurile Olimpice de vară din 2024 a avut loc în perioada 9-10 august 2024 la Arena Porte de la Chapelle din Paris, Franța.

## Program
Orele sunt ora Franței (UTC+1)
| Data                    | Oră   | Etapă      |
| ----------------------- | ----- | ---------- |
| Vineri, 9 iulie 2024    | 10:00 | Calificări |
| Sâmbătă, 10 august 2024 | 14:00 | Finala     |

## Formatul competiției
Competiția va consta dintr-o rundă de calificare și o rundă finală. Primele opt echipe din runda de calificare se vor califica în runda finală. În fiecare rundă, gimnastele vor efectua două programe (una cu 5 mingi și una cu 3 cercuri și 2 perechi de măciuci), scorurile din cele 2 exerciții fiind adunate pentru a da un scor total.

## Rezultate

### Calificări
Rezultate calificări.
| Loc | Echipă Gimnaste | 5 Mingi     | 3 cercuri + 2 perechi de măciuci | Total  | Calificare |
| --- | --- | ----------- | -------------------------------- | ------ | ---------- |
| 1   | Bulgaria · Kamelia Petrova · Sofia Ivanova · Rachel Stoyanov · Magdalina Minevska · Margarita Vasileva                 | 37,700 (2)  | 32,700 (2)                       | 70,400 | C          |
| 2   | Italia · Alessia Maurelli · Martina Centofanti · Agnese Duranti · Daniela Mogurean · Laura Paris                       | 38,200 (1)  | 31,150 (6)                       | 69,350 | C          |
| 3   | Ucraina · Diana Baieva · Alina Melnyk · Mariia Vysochanska · Valeriia Peremeta · Kira Shyrykina                        | 35,450 (6)  | 33,500 (1)                       | 68,950 | C          |
| 4   | Franța · Aïnhoa Dot-Espinosa · Manelle Inaho · Célia Joseph-Noël · Justine Lavit · Lozéa Vilarino                      | 36,600 (3)  | 32,200 (4)                       | 68,800 | C          |
| 5   | China · Guo Qiqi · Hao Ting · Huang Zhangjiayang · Wang Lanjing · Ding Xinyi                                           | 35,500 (5)  | 32,400 (3)                       | 67,900 | C          |
| 6   | Israel · Ofir Shaham · Diana Svertsov · Adar Friedmann · Romi Paritzki · Shani Bakanov                                 | 35,250 (7)  | 31,900 (5)                       | 67,150 | C          |
| 7   | Uzbekistan · Evelina Atalyants · Shakhzoda Ibragimova · Mumtozabonu Iskhokzoda · Amaliya Mamedova · Irodakhon Sadikova | 33,550 (10) | 30,450 (7)                       | 64,000 | C          |
| 8   | Azerbaidjan · Gullu Aghalarzade · Laman Alimuradova · Zeynab Hummatova · Yelyzaveta Luzan · Darya Sorokina             | 33,850 (8)  | 28,150 (9)                       | 62,000 | C          |
| 9   | Brazilia · Maria Eduarda Arakaki · Victória Borges · Déborah Medrado · Sofia Pereira · Nicole Pircio                   | 35,950 (4)  | 24,950 (13)                      | 60,900 |            |
| 10  | Spania · Ana Arnau · Inés Bergua · Mireia Martínez · Patricia Pérez · Salma Solaun                                     | 30,400 (13) | 30,000 (8)                       | 60,400 |            |
| 11  | Australia · Saskia Broedelet · Emmanouela Frroku · Lidiia Iakovleva · Phoebe Learmont · Jessica Weintraub              | 31,400 (11) | 27,05 (11)                       | 58,450 |            |
| 12  | Mexic · Dalia Alcocer · Sofía Flores · Julia Gutiérrez · Kimberly Salazar · Adirem Tejeda                              | 29,700 (14) | 27,800 (10)                      | 57,500 |            |
| 13  | Germania · Anja Kosan · Daniella Kromm · Alina Oganesyan · Hannah Vester · Emilia Wickert                              | 33,700 (9)  | 23,650 (14)                      | 57,350 |            |
| 14  | Egipt · Lamar Behairi · Johara Eldeeb · Farida Hussein · Abeer Ramadan · Amina Sobeih                                  | 30,850 (12) | 25,050 (12)                      | 55,900 |            |

- Aldin — cel mai bun scor din fiecare dintre cele două exerciții.
- Italics — cel mai bun scor dintre toate exercițiile.

### Finala
Rezultate finală.
| Loc | Echipă      | 5 Mingi    | 3 cercuri + 2 perechi de măciuci | Total  | Note |
| --- | ----------- | ---------- | -------------------------------- | ------ | ---- |
| 1   | China       | 36,950 (1) | 32,850 (3)                       | 69,800 |      |
| 2   | Israel      | 35,600 (5) | 33,250 (2)                       | 68,850 |      |
| 3   | Italia      | 36,100 (3) | 32,000 (4)                       | 68,100 |      |
| 4   | Bulgaria    | 34,100 (7) | 33,700 (1)                       | 67,800 |      |
| 5   | Azerbaidjan | 34,850 (6) | 31,600 (5)                       | 66,450 |      |
| 6   | Franța      | 35,750 (4) | 30,250 (7)                       | 66,000 |      |
| 7   | Ucraina     | 36,550 (2) | 29,150 (8)                       | 65,700 |      |
| 8   | Uzbekistan  | 34,050 (8) | 30,450 (6)                       | 64,500 |      |

- Aldin — cel mai bun scor din fiecare dintre cele două exerciții.